# سابرینا اسپل‌من
سابرینا ویکتوریا اِسپل‌من (به انگلیسی: Sabrina Victoria Spellman) یک شخصیت خیالی و قهرمان اصلی مجموعه کمیک سابرینا ساحره نوجوان از انتشارات آرچی کامیکس است. سابرینا توسط جرج گلادیر و دن دیکارلو خلق شده‌است؛ که برای نخستین بار در شمارهٔ ۲۲ از مجموعه کمیک مد هاوس آرچی (اکتبر ۱۹۶۲) حضور پیدا کرد. در ابتدا سابرینا توسط دو عمه خود هیلدا و زلدا اسپل‌من، از معجون جادویی که معلوم شد اشتباه است به وجود آمد. با این وجود در کمدی موقعیت سابرینا در سال ۱۹۹۶ این مسئله اصلاح گردید که سابرینا یک نیمه-ساحره است (مادر او انسانی عادی یا «فانی»، به گونه‌ای که جادوگرها به آن‌ها اشاره می‌کنند، حال آنکه پدرش یک وارلاک، یا مرد جادوگر است). او همراه با هیلدا و زلدا (که هر دو ساحره هستند) در شهر خیالی گریندیل زندگی می‌کند، که در مکانی نزدیک به ریوردیل، خانهٔ آرچی اندروز واقع شده‌است.
کرنان شیپکا هنرپیشه آمریکایی نقش سابرینا را در مجموعه تلویزیونی اینترنتی ماجراجویی‌های هراس‌انگیز سابرینا  شبکه نت‌فلیکس ایفا کرده است. 